# Joseph Gordon-Levitt
Joseph Leonard Gordon-Levitt (Los Ángeles, California, 17 de febrero de 1981) es un actor, cantante, director y productor estadounidense. De niño, se hizo conocido por sus papeles en las películas Angels in the Outfield, Beethoven, 10 Things I Hate About You y la serie de televisión 3rd Rock from the Sun.
Hizo una pausa en la actuación para estudiar en la Universidad de Columbia, pero abandonó en 2004 para seguir trabajando como actor. Desde entonces ha actuado en Brick, The Lookout, (500) Days of Summer, Inception, 50/50, Looper, G.I. Joe: The Rise of Cobra, The Dark Knight Rises, Lincoln y The Walk. En 2013 se estrenó su primer largometraje como director, Don Jon's Addiction, escrita y protagonizada por él. En 2004, fundó la compañía productora hitRECord.

## Primeros años y familia
Gordon-Levitt creció en el barrio angelino de Sherman Oaks. Su familia es de origen judío, aunque no es «estrictamente religiosa», y sus padres fueron algunos de los fundadores de la Progressive Jewish Alliance. Su padre, Dennis Levitt, fue director de noticias de la estación Pacífica Radio KPFK-FM. Su madre, Jane Gordon, fue candidata por California al Congreso de los Estados Unidos durante los años 1970 por el Partido Paz y Libertad; conoció a Dennis Levitt cuando trabajaba como editora de programas para KPFK-FM. El abuelo materno de Gordon-Levitt, Michael Gordon, fue director en Hollywood entre los años 1940 y 1970, conocido por la película de 1959 Pillow Talk con Doris Day y Rock Hudson. Gordon-Levitt tenía un hermano mayor, Dan, fotógrafo, nacido en 1974 y fallecido el 4 de octubre de 2010.
En 1999, Joseph salió con su compañera de elenco Julia Stiles durante el rodaje de 10 razones para odiarte. Así lo contó el director de la película, Gil Junger, en una entrevista con Mirá A Quién Encontré.

## Carrera

### Primeros trabajos como actor
A los cuatro años, entró en un grupo de teatro musical, donde hizo el papel del Espantapájaros en una producción de El mago de Oz. Un agente les propuso a sus padres trabajar en anuncios de televisión de mantequilla de cacahuate Sunny Jim, Cocoa Puffs, Pop-Tarts y Kinney Shoes.

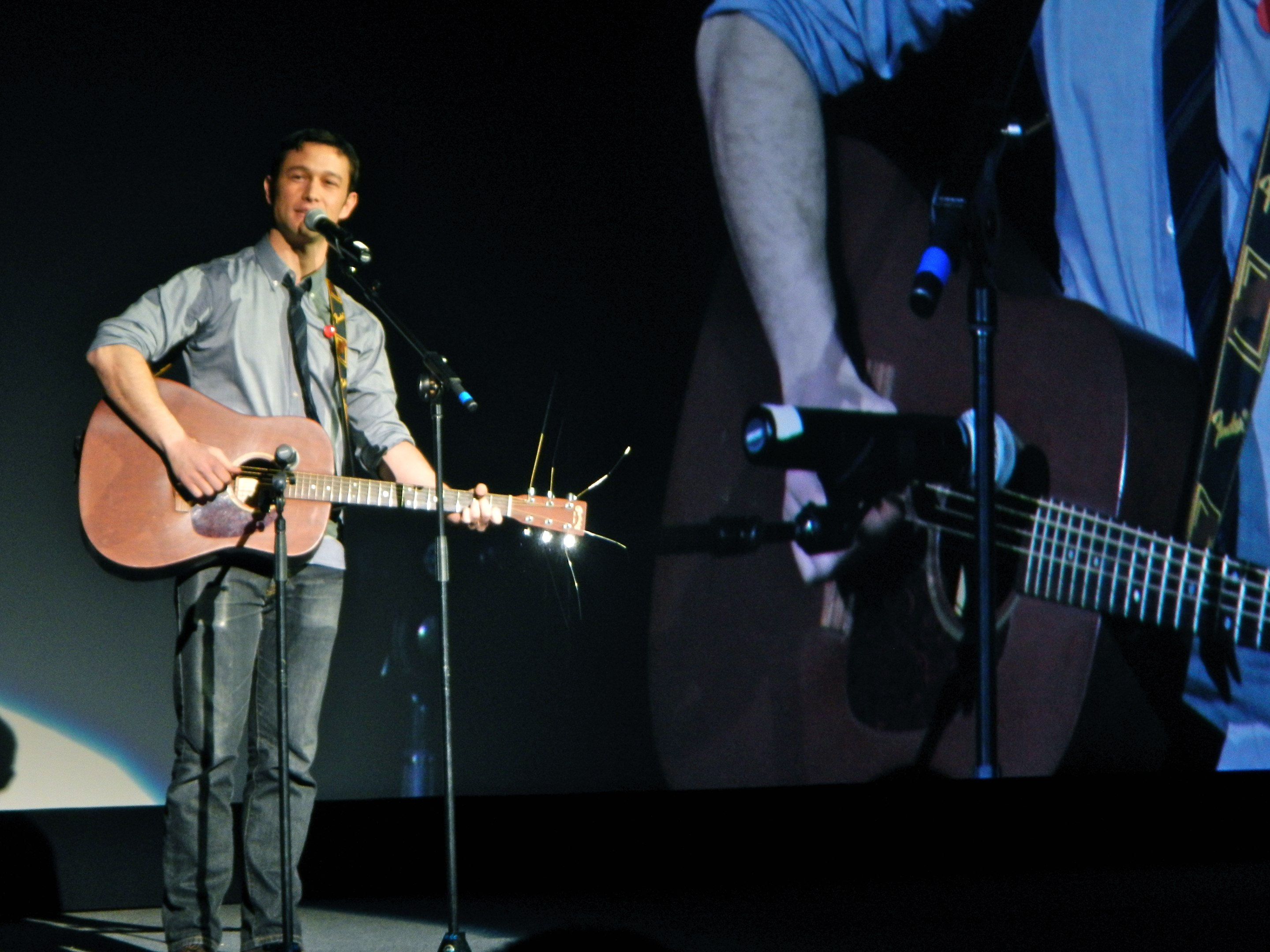
Joseph cantando «Hey Jude» en el Festival Sundance, 2012.

Comenzó su carrera actoral a los seis años de edad, apareciendo en varias películas de televisión y en dos episodios de la serie de televisión Family Ties. Después de tener un papel protagonista en el revival de la serie de televisión Sombras tenebrosas (1991) como David Collins, hizo su debut con un papel secundario en la película Beethoven (de 1992). Ese mismo año hizo una versión joven del personaje de Craig Sheffer en A River Runs Through It. A los 12 años, tuvo el papel protagonista como Gregory en la película Switching Parents, que estaba basado en la historia real de Gregory Kingsley, un niño que ganó el derecho legal de divorciar a sus padres.
En 1994, hizo el papel de un niño huterita en la comedia Holy Matrimony y protagonizó la exitosa película de Disney Angels in the Outfield. Desde 1993 hasta 1995 tuvo un papel recurrente en la comedia de situaciones Roseanne.
En 1995, hizo el papel de Matt Cunningham un niño de 13 años en la película The Great Elephant Escape de Hallmark Channel en donde se enfrenta a peligros y aventuras para salvar a una elefanta de temibles cazadores que están en busca del marfil.
En 1996, Gordon-Levitt empezó a trabajar como Tommy Solomon en la comedia 3rd Rock from the Sun, con el que se hizo muy conocido. El periódico San Francisco Chronicle notó la ironía de que Gordon-Levitt era «un niño judío haciendo el papel de un extraterrestre que finge ser un niño judío». En 1998, fue la estrella invitada en la primera temporada de That '70s Show, apareciendo en el episodio «Eric’s Buddy» como un compañero gay de colegio de Eric Forman. A finales de los noventa apareció en varias películas, The Juror (1996), Sweet Jane (1998, junto con Samantha Mathis) y la comedia adolescente (basada en una obra de William Shakespeare) 10 cosas que odio de ti (1999), en las que él y Heath Ledger tuvieron los papeles protagonistas masculinos. Hizo la voz del protagonista Jim Hawkins en la película animada de Disney Treasure Planet (2002), que grabó durante cuatro años (desde que tenía 17 hasta los 21 años de edad).
Mientras trabajaba en 3rd Rock from the Sun, Gordon-Levitt estudiaba en la Van Nuys High School. Durante los años noventa apareció frecuentemente en las revistas para adolescentes, algo que le molestaba. También declaró que durante ese periodo no disfrutaba de que lo reconocieran en público, especificando que odiaba ser una celebridad. Como parte de su papel protagonista en 3rd Rock, Levitt apareció en cinco de los anuncios de servicio público de la NBC, The More You Know. Los anuncios cubrían temas como no beber alcohol durante la conducción, la presión entre pares, los crímenes de odio, no abandonar los estudios y la prevención de la violencia. En 1996, durante la presidencia de Bill Clinton apareció en un programa especial desde la Casa Blanca Christmas in Washington, la temporada 13.º de Celebrity Jeopardy! (en 1996), The Daily Show (18 de marzo de 1999) y en el programa especial de televisión Dear Santa (en 2002, por Fox Family).
Gordon-Levitt dejó 3rd Rock from the Sun durante su temporada final, aunque se convirtió en un personaje recurrente y apareciendo solo en la mitad de los episodios de esa temporada.

### Carrera posterior

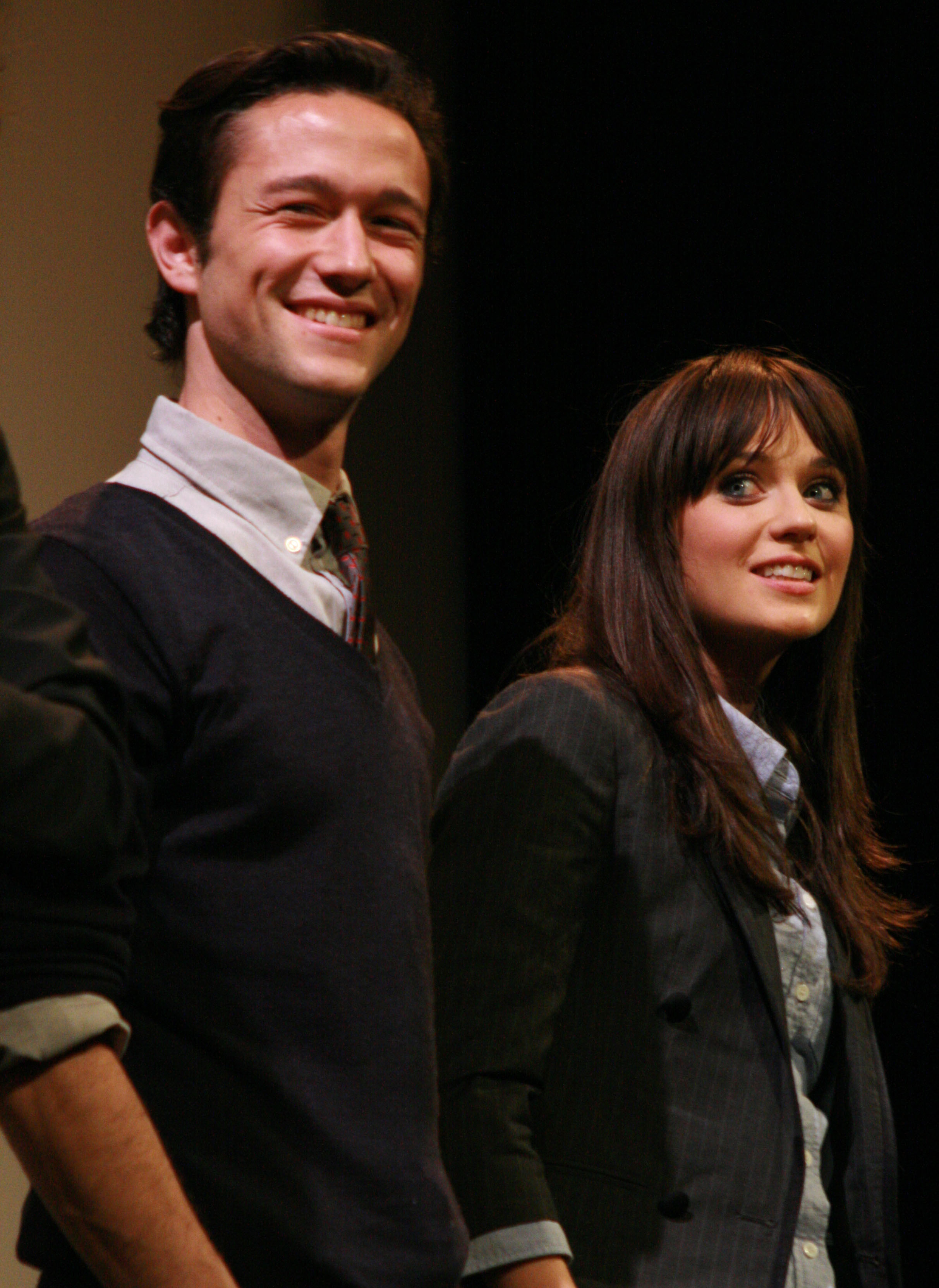
Gordon-Levitt y su compañera de reparto y amiga, Zooey Deschanel.

Durante los dos años siguientes dejó de actuar completamente y entró en la Universidad Columbia (la única universidad a la que solicitó entrar). Entró en 2000 y entre 2001 y 2004 estudió historia, literatura y poesía francesa en la Facultad de Estudios Generales de esa universidad.
Mientras estudiaba en Columbia, se convirtió en un ávido francófilo. Más tarde comentó que mudarse desde su casa paterna a Nueva York en Lower East Side, Manhattan (actualmente reside en el barrio Silver lake en la ciudad de Los Ángeles luego de haber vivido en la ciudad de Nueva York durante nueve años) lo forzó a crecer como persona. Para el año 2004 Gordon-Levitt dejó la universidad para centrarse otra vez en la actuación.
En 2001, Gordon-Levitt hizo su debut en el teatro (off-Broadway) en la aclamada obra Uncle Bob (de Austin Pendleton) junto con George Morfogen en el Soho Playhouse. La producción estuvo a cargo de Rebellion Productions, LLC.
Después de volver a la actuación, Gordon-Levitt ha comentado que había tomado la decisión de solo «trabajar en buenas películas». Desde principios de los años 2000, ha aparecido en lo que el periódico The Boston Herald ha descrito como una serie de «películas aclamadas y poco vistas» que lo ha convertido en una estrella creciente en el circuito de películas indie». Estos filmes incluyen el drama Manic que presenta la vida en un manicomio,
Mysterious Skin (2004) en el que representa a un prostituto gay, víctima de abuso sexual infantil, y Brick (2005), un filme noir aggiornado en un instituto, tiene el papel protagonista de Brendan Frye, un adolescente que mientras investiga un asesinato se involucra en un círculo subterráneo de drogas. Brick recibió críticas muy positivas, como las del Minnesota Daily, que comentó que Gordon-Levitt representó su papel «bellamente», «realista, apegado al estilo del filme», y «sexy de la manera más ambigua». Otro crítico lo describió como «asombroso».
El siguiente papel de Gordon-Levitt fue en la película The Lookout, estrenada en 2007, donde interpretó a Chris Pratt, un portero que participa en un robo de banco. La crítica del The Philadelphia Inquirer describió a Gordon-Levitt como un «hombre decidido, sorprendentemente formidable y formidablemente sorprendente», mientras la revista New York dijo que es un «enorme actor tabula rasa... un minimalista». El San Francisco Chronicle especificó que él «en vez de actuar, personifica la vida interna de su personaje». Varios críticos han sugerido que su papel en The Lookout lo podría convertir en uno de los actores importantes de EE. UU.
En 2008 hizo Killshot, una película de suspense basada en una novela homónima escrita por Elmore Leonard y dirigida por John Madden. Gordon-Levitt interpreta al impulsivo joven criminal Nix Richie junto a un reparto formado por Mickey Rourke, Diane Lane, Thomas Jane y Rosario Dawson.
En 2009 protagonizó (500) Days of Summer, junto a Zooey Deschanel, su segunda película juntos, tras Manic. Aclamada por la crítica, la cinta encumbró a ambos actores y se convirtió en un referente del género independiente. En 2010 interpretó a Arthur en la película Inception de Christopher Nolan. En 2011 interpretó a Adam, en la comedia dramática 50/50.
En julio de 2012 Gordon-Levitt estrenó The Dark Knight Rises, la entrega final de la trilogía de Batman Begins y The Dark Knight; de este modo volvió a trabajar de la mano de Christopher Nolan y con su compañero de Inception Tom Hardy (quien interpreta a Bane en dicha cinta). En agosto del mismo año, estrenó el thriller adrenalínico Premium Rush y en septiembre acompañó a Bruce Willis en la película de ciencia ficción Looper, en la que volvió a trabajar con el director de Brick, Rian Johnson.
En 2022 interpretó a Pepito Grillo de Pinocho de Disney haciendo una nueva versión de Pinocho basada en la película animada de 1940 del mismo nombre,fue dirigida por Robert Zemeckis y compartió reparto junto con Tom Hanks, Luke Evans, Cynthia Erivo y Keegan-Michael Key.

## Carrera como director y productor
Joseph Gordon Levitt es el director de Sparks, una adaptación del cuento de Elmore Leonard protagonizada por Carla Gugino y Eric Stoltz; fue seleccionado en 2009 por Sundance Film Festival como parte de un nuevo proyecto de cortos. En 2009 dirigió otro corto: Morgan and Destiny's Eleventeenth Date: The Zeppelin Zoo. Este corto se estrenó dos veces durante el South by Southwest festival en Austin, Texas. Don Jon en 2013.

## Filmografía
- Dark Shadows (1991) como David Collins
- Beethoven (1992)
- A River Runs Through It (1992) como el joven Norman McLean
- Switching Parents (1992) como Gregory
- Holy Matrimony (1994) como el niño huterita
- Angels in the Outfield (1994)
- The Great Elephant Escape (1995)
- The Juror (1996)
- Sweet Jane (1998)
- Halloween H20: 20 años después (1998) como Jimmy Howell
- 10 Things I Hate About You (1999) como Cameron James
- Forever Lulu (2000) como Martin
- Treasure Planet (2002) como Jim Hawkins (voz)
- Manic (2002) como Lyle Jensen
- Latter Days (2003) como Paul Ryder
- Mysterious Skin (2004) como Neil McCormick
- Havoc (2005) como Sam
- Brick (2006)
- Shadowboxer (2006) como Don
- The Lookout (2007) como Chris Pratt
- Tiro Mortal (2008) como Nix Richie
- Stop loss (2008)
- Uncertainty (2008)
- G. I. Joe: The Rise of Cobra (2009) como el Comandante Cobra
- The Brothers Bloom (2009)
- (500) Days of Summer (2009) como Tom Hansen
- Elektra Luxx (2010) como Bert Rodríguez
- Inception (2010) como Arthur
- Hesher (2010)
- 50/50 (2011) como Adam
- The Dark Knight Rises (2012) como John Blake (Robin)
- Lincoln (2012) como Robert Todd Lincoln
- Looper (2012) como Joe
- Premium Rush (2012) como Wilee
- Don Jon (2013) como Jon Martello
- Sin City: A Dame to Kill For (2014)
- The Night Before (2015)
- The Walk (2015) como Philippe Petit
- Snowden (2016) como Edward Snowden[12]
- 7500 (2019) como Tobias Ellis
- Project Power (2020) como Frank
- El juicio de los 7 de Chicago (2020) como Richard Schultz
- Pinocho (2022) como Pepito Grillo
- Flora and Son (2023) como Jeff
- Beverly Hills Cop: Axel F (2024) como Detective Bobby Abbott[13]
- Killer Heat (2024) como detective privado.

### Series de televisión
- Roseanne, serie de TV (1993-1995).
- 3rd Rock from the Sun, serie de TV (1996-2001) como Tommy Solomon.
- That '70s Show, serie de TV (1998) como el amigo de Eric.
- 2023-? "Poker Face", serie protagonizada por [14]

## Premios y nominaciones

### Globos de Oro
| Año  | Categoría                       | Película             | Resultado |
| ---- | ------------------------------- | -------------------- | --------- |
| 2009 | Mejor actor - Comedia o musical | (500) Days of Summer | Nominado  |
| 2011 | Mejor actor - Comedia o musical | 50/50                | Nominado  |

#### Independent Spirit
| Año  | Categoría                  | Película             | Resultado |
| ---- | -------------------------- | -------------------- | --------- |
| 2009 | Mejor actor                | (500) Days of Summer | Nominado  |
| 2013 | Mejor guion de ópera prima | Don Jon              | Nominado  |

### Premios Saturn
| Año  | Categoría                               | Película               | Resultado |
| ---- | --------------------------------------- | ---------------------- | --------- |
| 1994 | Mejor actuación de joven actor o actriz | Angels in the Outfield | Ganador   |
| 2010 | Mejor actor de reparto                  | Inception              | Ganador   |
| 2012 | Mejor actor de reparto                  | The Dark Knight Rises  | Ganador   |
| 2012 | Mejor actor                             | Looper                 | Ganador   |

### Premios Artista Joven
| Año  | Categoría                                                         | Película/Serie                | Resultado |
| ---- | ----------------------------------------------------------------- | ----------------------------- | --------- |
| 1992 | Mejor Actor Joven Invitado Principal en una Serie de TV           | Quantum Leap                  | Nominado  |
| 1992 | Mejor Actor Joven en una Nueva Serie de Televisión                | The Powers That Be            | Nominado  |
| 1992 | Mejor Actor Menor de diez en una Película                         | A River Runs Through It       | Ganador   |
| 1996 | Mejor Actuación en una Comedia de TV - Apoyando Actor Joven       | 3rd Rock from the Sun         | Nominado  |
| 1997 | Mejor Actuación en una Serie de Comedia TV - Apoyando Actor Joven | 3rd Rock from the Sun         | Nominado  |
| 1998 | Mejor actuación en un Largometraje - Apoyando Actor Joven         | Halloween H20: 20 Years Later | Nominado  |
| 1998 | Mejor actuación en una Serie de Comedia TV - Apoyando Actor Joven | 3rd Rock from the Sun         | Ganador   |
| 1999 | Mejor actuación en un largometraje - Grupo Joven                  | 10 Things I Hate About You    | Nominado  |